# Shindong
Shin Dong-hee (coréen : 신동희), mieux connu sous son nom de scène Shindong (신동), né le 28 septembre 1985 à Suwon, Gyeonggi, est un chanteur et danseur sud-coréen, membre du boys band K-pop Super Junior, ainsi qu’occasionnellement acteur et présentateur.
Avant de faire partie du groupe Super Junior, Shindong a été découvert en 2002 grâce à ses talents de danseur au concours Goyangsi Dance Contest où il remporta un prix. L'année suivante, il remportera le premier prix de ce même concours, ce qui lui permettra de rejoindre la SM Entertainment pour être formé en tant que chanteur et danseur.